# ホウボウ属
ホウボウ属 (学名：Chelidonichthys) は、ホウボウ科の下位分類群の1つ。東大西洋、インド洋、西太平洋に分布する。

## 分類
1873年にドイツの動物学者であるヨハン・ヤーコプ・カウプによって記載された。1896年、デイビッド・スター・ジョーダンとバートン・ウォーレン・エバーマンは Trigla hirundo を本属のタイプ種に指定した。T. hirundo は現在タブ・ガーナードのシノニムとなっている。属名は「chelidon (ツバメ)」と「ichthys (魚)」を組み合わせたもので、翼のような胸鰭に由来し、タイプ種の種小名である「hirundo (ツバメ)」も同義である。

## 分布
大西洋東部、地中海、インド洋、西太平洋に分布する。

## 形態
背鰭基部の板状構造は棘条部のみにある。側線鱗数は60で、体と尾柄の鱗は小さく、頭部に鱗は無い。後頭部には深い溝がある。最大種はタブ・ガーナードで全長75 cmに達し、最小種はツマリホウボウで、最大でも15 cm程度。

## 下位分類
3亜属に10種が分類される。
- Chelidonichthys 亜属 Kaup, 1876
  - Chelidonichthys capensis (G. Cuvier, 1829) (Cape gurnard)
  - Chelidonichthys gabonensis (Poll & C. Roux, 1955) (Gabon gurnard)
  - Chelidonichthys ischyrus D. S. Jordan & W. F. Thompson, 1914 ツマリホウボウ
  - Chelidonichthys kumu (G. Cuvier, 1829) (Bluefin gurnard) ミナミホウボウ
  - Chelidonichthys lucerna (Linnaeus, 1758) (Tub gurnard) タブ・ガーナード
  - Chelidonichthys queketti (Regan, 1904) (Lesser gurnard)
  - Chelidonichthys spinosus (McClelland, 1844) (Spiny red gurnard) ホウボウ
- Aspitrigla 亜属 Fowler, 1925
  - Chelidonichthys cuculus (Linnaeus, 1758) (Red gurnard)
  - Chelidonichthys obscurus (Walbaum, 1792) (Longfin gurnard)
- Trigloporus 亜属 J. L. B. Smith, 1934
  - Chelidonichthys lastoviza (Bonnaterre, 1788) (Streaked gurnard) ミツユビカナガシラ